# Presbytis sumatrana
Il presbite nero (Presbytis sumatrana (Müller e Schlegel, 1841); syn.: P. melalophos sumatrana) è una specie di primate della tribù dei Presbytini che vive in una piccola area dell'isola indonesiana di Sumatra e nelle isole Batu. Il suo areale coincide grosso modo con il territorio della provincia di Sumatra Settentrionale, ma non è presente a Siberut.

## Descrizione
Il presbite nero raggiunge una lunghezza testa-tronco di 34-39 cm (maschi) o 33-35 cm (femmine), ha una coda lunga 66-84 cm (maschi) o 64-72,5 cm (femmine) e pesa 5,1-8,5 kg (maschi) o 4,9-7,2 kg (femmine). La pelliccia del dorso e della parte superiore della coda va dal grigio scuro al nero. La parte esterna di braccia e gambe, le mani e i piedi sono neri. La gola, l'addome, l'interno degli arti e la parte inferiore della coda sono bianchi e nettamente delineati dalle parti superiori scure. Il ciuffo di peli chiari sulla testa presenta una striscia centrale di colore dal grigio al marrone scuro, spesso indistinta. La faccia è bluastra e color carne intorno alle labbra, che sono nere.

## Biologia
Il presbite nero vive nelle foreste pluviali delle regioni pianeggianti e montuose, sia primarie che secondarie. Le sue abitudini non sono state ancora studiate a fondo. Come altri presbiti, probabilmente vive in gruppo ed è territoriale. Si nutre principalmente di foglie giovani, frutti, fiori e semi.

## Conservazione
L'Unione internazionale per la conservazione della natura (IUCN) classifica il presbite nero come specie in pericolo (Endangered). Il suo habitat originario si è ridotto del 50% nel corso degli ultimi 30 anni: la maggior parte di quel che rimane è costituita da foreste secondarie e foreste dove si pratica un abbattimento degli alberi di tipo selettivo.